# سل کانتر هماتولوژی
دستگاه‌های شمارشگر گلبول‌ها یا سل کانتر (به انگلیسی: cell counter) در آزمایشگاه‌ها شناخته شده‌اند که وظیفه شمارش و تعیین نوع گلبول‌های خونی را بر عهده دارند.
در خون انسان ۳ دسته گلبول وجود دارد. این سه دسته شامل گلبول‌های سفید که وظیفه ایمنی بدن را بر عهده دارند، گلبول‌های قرمز که وظیفه اکسیژن رسانی را بر عهده دارند 
و دسته آخر پلاکت‌ها که وظیفه سیستم انعقادی و جلوگیری از خونریزی را بر عهده دارند.

شمارنده سلول یا سل کانتر یا آنالیزور هماتولوژی (به انگلیسی: Hematology Analyzer) یک دستگاه بسیار ضروری در آزمایشگاه های مدرن هماتولوژی بوده که با استفاده از آن می توان به تعداد و اندازه انواع سلول های خونی پی برد. آگاهی از تعداد و اندازه سلول های خونی به تشخیص بیماری های مختلف بسیار کمک می نماید. هرچند که در دوران قبل از ظهور دستگاه های خودکار سل کانتر از روش های سنتی و دستی جهت شمارش و قطرسنجی سلول های خونی استفاده می شد که به شدت وقت گیر و پرهزینه بود و خطای زیادی به همراه داشت. اما پس از اختراع دستگاه های خودکار الکترونیکی شمارنده سلول ها این مشکلات برطرف گردیدند.

## قسمت های اصلی تشکیل دهنده دستگاه سل کانتر
1- هیدرولیک
وظایف بخش هیدرولیک شامل: 1- آسپیراسیون نمونه ، محلول ها و مواد مورد نیاز دستگاه (Aspirating) ؛  2-  تقسیم و پخش نمونه ها یا محلول های آسپیره شده (Dispensing) ؛ 3- رقیق نمودن نمونه (Diluting) ؛ 4- میکس محلول ها و نمونه ها (Mixing)  و 5- اضافه نمودن محلول لیزکننده  (Lysing)می باشد.

2- پنوماتیک
وظیفه بخش پنوماتیک ایجاد خلاء و یا فشار ماندگار جهت کنترل و تنظیم دریچه ها و جابجایی محلول ها و نمونه در داخل قسمت هیدرولیک است.

3- الکترونیک
مدیریت این قسمت توسط یک پردازنده (میکروکنترلر) انجام شده و عملکرد آن شامل: 1- مقدارسنجی و محاسبه جریان های الکتریکی تغییر امپدانس ، 2- محاسبه و گزارش نتایج به دست آمده به چاپگر و یا دیگر خروجی ها ، 3- ترسیم نمودار مقدار پارامترهای اصلی ، 4- تنظیم تسلسل تست ها و زمان مقدارسنجی ، 5- اجرای برنامه Q.C (کنترل کیفی) و کالیبراسیون دستگاه و 6- ذخیره و نمایش نتایج به دست آمده می باشد.

## روش های اندازه گیری در سل کانتر
1- تغییر جریان الکتریکی (آمپدانس الکتریکی)
2-  نوری (اپتیکال)
3-  شیمی سلولی (سیتوکمیکال)
4- تلفیقی

## کاربردهای سل کانتر
دستگاه سل کانتر توانایی شمارش گلبول های سفید (به صورت افتراقی)، گلبول های قرمز و پلاکت ها را داشته و از سوی دیگر می تواند هماتوکریت، هموگلوبین،MCV ، MCH ، MCHC و شکل ظاهری (مورفولوژی) گلبول های قرمز را بررسی نماید.

## نگهداری صحیح از سل کانتر
در دستگاه‌های سل کانتر ابتدا خون توسط محلول‌های ایزوتونیک رقیق سازی می‌شود و سپس این خون رقیق شده در چمبرهای دستگاه، شمارش می‌شود تا تعداد و نوع هر یک از سلول‌ها مشخص شود. تمام کاربران دستگاه‌های خودکار شمارنده سلولی باید اصولی را که به عملکرد صحیح دستگاه منجرشده و در زیر به برخی از آن‌ها اشاره می‌شود، در نظر داشته باشند:
رعایت مواردی مانند روشن و خاموش کردن دستگاه، بررسی درجات فشار برحسب نوع دستگاه، نحوه نگهداری و شستشو روزانه، هفتگی، ماهانه، تعمیرات لازم، تعویض محلول‌ها و سایر اقدام‌ها مطابق دستورالعمل شرکت سازنده. گذراندن دوره آموزشی نحوه کار با دستگاه و اصول نگهداری، زیر نظر کارشناسان شرکت‌های پشتیبان در این رابطه، سوابق مربوطه شامل تاریخ و شرح آموزش یا گواهی دوره آموزشی باید در پرونده هر کاربر نگهداری شود و درصورت تعویض کاربر نیز آموزش‌های لازم در نظر گرفته شود.

## انجام آزمایش شمارش کامل سلولی

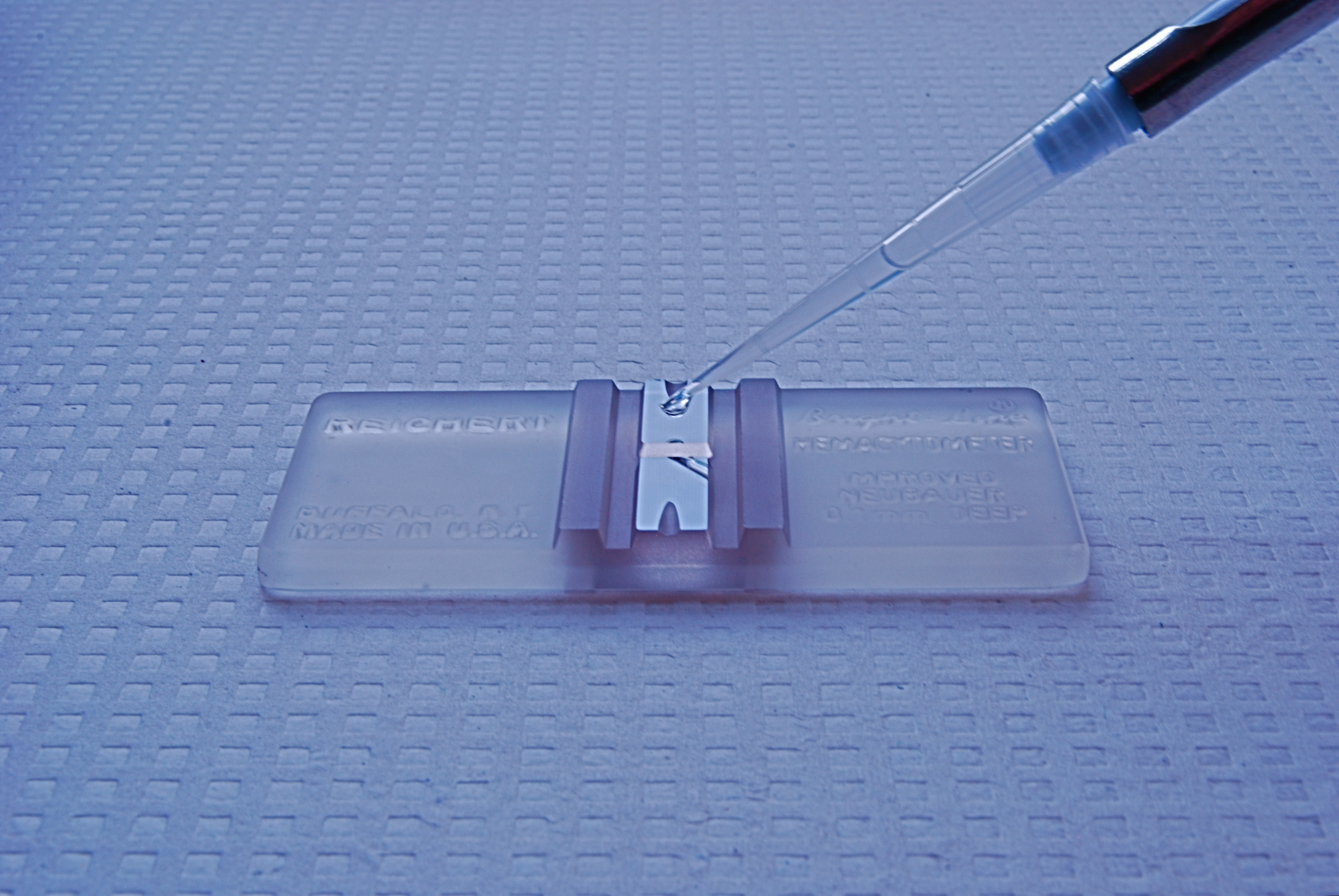
A counting chamber

تمام کارکنان مرتبط در آزمایشگاه‌ها باید از روش صحیح انجام آزمایش شمارش سلول‌های به عنوان یکی از شایعترین آزمایش‌های انجام گرفته در آزمایشگاه‌های پزشکی آشنا باشند

## مرحله انجام آزمایش
هر روز پیش از شروع آزمایش، شمارش زمینه دستگاه انجام شده و درصورت امکان سوابق آن نگهداری شود. به‌طور معمول، مقادیر مربوط به شمارش زمینه هر دستگاه در دستورالعمل آن ارائه شده‌است.

## یادداشت
1 - Automated hematology analyzers: Recent trends and applications